# Cancricepon choprae
Cancricepon choprae là một loài chân đều trong họ Bopyridae. Loài này được Nierstrasz & Brender a Brandis miêu tả khoa học năm 1925.